# USA's historie (1776-1789)
Perioden mellem 1776 og 1789 så tretten tidligere britiske kolonier løsrive sig fra det Britiske Imperium og i stedet danne en selvstændig og uafhængig nation ved navn Amerikas Forenede Stater – eller ofte blot omtalt som USA. 
Kampene i under den amerikanske uafhængighedskrig startede mellem kolonimilitser og den britiske hær i 1775. Den anden kontinentale kongres udstedte uafhængighedserklæringen den 4. juli 1776. Under ledelse af general George Washington besejrede den kontinentale hær og flåde det britiske militær og sikring de tretten koloniers uafhængighed. I 1789 blev Konføderationsartiklerne fra 1777 erstattet med USA's forfatning. Denne forfatning udgør – sammen med de efterfølgende tilføjelser – forsat i dag USA's grundlæggende lov.

## Baggrund
I løbet af det 17. og 18. århundrede var britiske kolonier i Amerika stort set blevet overladt til dem selv af kronen under en politik, der blev betegnet som "velsignet forsømmelse" (engelsk: Salutary neglect). Dette betød, at Storbritannien undlod en streng håndhæve af sine parlamentariske love overfor sine kolonier, så længe disse kolonier forblev loyale overfor kronen og bidrog til Storbritanniens økonomiske vækst. De amerikanske kolonier var således noget nær selvstyrende; halvdelen af de hvide mænd i Amerika kunne stemme, sammenlignet med blot én procent i Storbritannien. De udviklede deres egne politiske identiteter og systemer, som på mange måder var adskilte fra dem i Storbritannien. Denne nye ideologi var et decideret republikansk politisk synspunkt, som afviste monarki, aristokrati og – i korruptionens navn – opfordrede til folkets suverænitet og understregede borgerpligt.
Efter de britiske sejre under Syvårskrigen og den franske og indianske krig i 1763 sluttede denne isolationsperiode overfor de amerikanske kolonier. Storbritannien stod efter disse krige tilbage som den dominerende magt i verden, men var samtidig dybt forgældet og havde problemer med at finansiere en hær og en flåde kraftig nok til at kontrollere denne dominerende position. Det britiske parlaments forsøgte derfor at hæve skatterne overfor de nordamerikanske kolonister startende med den såkaldte Stamp Act af 1765 (frimærkeloven). Den britiske regering begyndte at pålægge skatter på en måde, der bevidst provokerede amerikanerne, som klagede over, at de var fremmede overfor den engelske forfatning, fordi amerikanerne ikke var repræsenteret i det britiske parlament. Parlamentet sagde, at amerikanerne var "stort set" repræsenteret og ikke havde nogen grund til at klage. Fra Stamp Act af 1765 og fremefter eskalerede stridigheder med London. I 1772 begyndte kolonisterne at overføre politisk legitimitet til dem selv og begyndte at danne skyggeregeringer bygget på korrespondancekomitéer, der koordinerede protest og modstand. I 1774 indkaldte de til Den Første Kontinentale Kongres for at indvie et handelsboykot mod Storbritannien. Tolv kolonier var repræsenteret ved kongressen. Georgia var under stram britisk kontrol og deltog ikke, selvom de senere ville tilslutte sig som den tretten udbryder koloni. Storbritannien havde ligeledes besiddelser og kolonier i British Florida samt i Newfoundland, Nova Scotia og i det fransktalende Quebec. Den Første Kontinentale Kongres besluttede, at der skulle indkaldes til endnu et konvent, hvis forsøg på at nå til enighed med Storbritannien mislykkes.

Modstanden mod Storbritannien kulminerede i Boston i det såkaldte Teselskab i 1773 med dumping af beskattede te-forsendelser i havnen, reagerede London ved at indføre de såkaldte Intolerable Acts mod Massachusetts, afsluttede selvstyret og sendte hæren ind for at tage kontrollen. Patrioterne i Massachusetts og de andre kolonier klargjorde herefter deres militser og forberedte sig på at kæmpe.

## Den Amerikanske Revolution

### De militære kampe begynder, 1775-1776
Den 19. april 1775 sendte den kongelige militærguvernør en gruppe soldater afsted for at beslaglægge krudt og arrestere lokale ledere i Concord, Massachusetts. På vejen, i Lexington, Massachusetts, brød der dog kampe ud med en milits, hvilket efterlod otte kolonister døde. Det lykkedes ikke briterne at finde deres mål i Concord, og da de trak sig tilbage til Boston, kom briterne under kontinuerligt angreb af op mod 3.800 militser, som havde forberedt et baghold. Slaget ved Lexington og Concord antændte den amerikanske uafhængighedskrig. Efterhånden som nyheder spredte sig, drev lokale skyggeregeringer (kaldet "korrespondancekomitéer") i hver af de 13 kolonier britiske embedsmænd ud og sendte militsfolk til Boston for at belejre briterne her.
Den Anden Kontinentale Kongres mødtes i Philadelphia, Pennsylvania, i kølvandet på de væbnede sammenstød i april. Med alle tretten kolonier repræsenteret begyndte den straks at organisere sig som en central regering med kontrol over diplomatiet og pålagde kolonierne at skrive forfatninger for sig selv som delstater. I juni 1775 blev George Washington, en karismatisk politisk leder fra Virginia med kamperfaring, enstemmigt udnævnt til kommandør for en nyligt organiseret kontinental hær. Han overtog kommandoen i Boston og sendte bud efter artilleri for at kunne bombardere briterne. I hver af delstaterne erklærede et mindretal loyalitet over for kongen, men ingen steder havde de magt. Disse loyalister blev nøje overvåget af sikkerhedskomitéer oprettet af provinskongresserne. Den uskrevne regel var, at sådanne mennesker kunne forblive tavse, men vokal, økonomisk eller militær støtte til kongen ville ikke blive tolereret. Loyalister, der modsagde sig, fik beslaglagt ejendomme og flygtede til britisk kontrolleret territorium, især New York City.
I løbet af vinteren 1775-76 mislykkedes et forsøg fra patrioterne på at erobre Quebec, og oprustningen af britiske styrker ved Halifax, Nova Scotia, forhindrede disse norlige kolonier (hvad der senere blev Canada) i at forene sig med de resterende 13 kolonier (senere delstater). Det lykkedes patrioterne at erobre et britisk fort ved Ticonderoga, New York, og transportere kanoner gennem ødemarken i det vestlige Massachusetts frem til udkanten af Boston. Synet af kanoner på Dorchester-højene over byen fik briterne til at evakuere Boston den 17. marts 1776.

### Den amerikanske uafhængighedserklæring, 1776
I forbindelse med debatten om uafhængighedserklæringen ønskede Thomas Jefferson at inkludere en bestemmelse, der ville have fordømt kong George III for at "føre grusom krig mod den menneskelige natur, ved at krænke (...) livs- og frihedsrettigheder (...) fange (...) dem ind i slaveri eller pådrage dem en elendig død (...)" Med andre ord fordømte han slavehandelen som en "ufordrivelig handel" og selve slaveriet som en "grusom krig mod den menneskelige natur". Sydstaterne krævede dog, at denne bestemmelse ville blive fjernet mod til gengæld at tilslutte sig den revolutionære sag. Uden at have noget valg fjernede Jefferson det.
Den 2. juli 1776 stemte Den Anden Kontinentale Kongres – der forsat holdte til i Philadelphia – enstemmigt for at erklære uafhængighed som "Amerikas Forenede Stater". To dage senere, den 4. juli, vedtog kongressen uafhængighedserklæringen. En særlig komité bestående af fem personer fik ansvaret for udarbejdelse af denne erklæring. Denne komité bestod af John Adams, Thomas Jefferson, Roger Sherman, Robert Livingston og Benjamin Franklin. Udkastet til erklæringen var udarbejdet af Jefferson, og blev grundigt revideret af de fire andre (særligt Franklin) og derefter sendt til Kongressen, hvor flere ændringer blev foretaget – heriblandt fjernelse af anklager mod kong George III relateret til slaveri.
Den endelig vedtaget erklæring hævdede blandt andet, at "alle mennesker er skabt lige" med "visse umistelige rettigheder, at blandt disse er liv, frihed og stræben efter lykke", samt en liste over de vigtigste koloniale klager rettet mod kronen. Den 4. juli er lige siden blevet fejret som USA's fødselsdag.
Det første land til at anerkende USA efter Uafhængighedserklæringen var bystaten Dubrovnik (på det tidspunkt også kendt under navnet Ragusa).

### Militære kampagne 1776-1777
I august 1776 landede den britiske hær i New York, hvor den besejrede den spæde kontinentale hær ved en af krigens største kamphandlinger – Slaget ved Long Islands. Briterne erobrede hurtigt New York City og erobrede samtidig næsten general Washington og hans hær. Herefter gjorde de byen til deres vigtigste politiske og militære base for deres operationer i Nordamerika, og holdt den indtil slutningen af 1783. Evakueringen af patrioter sammenholdt med det britiske militærs besættelse af byen gjorde destinationen attraktiv for loyalistiske flygtninge og et samlingspunkt for Washingtons efterretningsnetværk.
Briterne erobrede snart New Jersey, hvilket fik de amerikanske patrioters sejrsmuligheder til at se dystre ud. Thomas Paine proklamerede "det er de tider, der prøver mænds sjæle". General Washington slog dog tilbage i et overraskelsesangreb, hvor han krydsede den iskolde Delaware-flod ind i New Jersey og besejrede de britiske hære ved Trenton og Princeton og genvandt derved kontrollen over New Jersey. Sejrene gav et vigtigt løft til patrioterne på et tidspunkt, hvor moralen var ved at falde. Sejrene er ligeledes blevet ikoniske billede på krigen.
I begyndelsen af 1777 blev en storstilet britisk plan, der senere blev kendt som Saratoga-kampagnen, udarbejdet i London. Planen havde til hensigt, at to britiske hære skulle mødes nær Albany, New York, og derved dele kolonierne i to, herunder adskille New England fra resten af kolonierne. Den ene britiske hær, ledet af general John Burgoyne, skulle angribe fra nord (Québec) mod syd, mens den anden britiske hær skulle angribe fra syd (New York City) op langs Hudson-floden og møde Burgoynes hær ved Albany. Dårlig kommunikation og planlægning resulterede i, at Burgoynes hær sad fast i den tætte skov nord for Albany. Samtidig drog den britiske hær, der skulle rykke op langs Hudson-floden, i stedet til Philadelphia, i et forgæves forsøg på at afslutte krigen ved at erobre den amerikanske hovedstad. Burgoynes hær blev overvældet ved Saratoga (Slagene ved Saratoga) af en skare af lokale militser anført af den kontinentale hær. Slaget viste briterne, som indtil da havde betragtet de amerikanske kolonister som en primitiv pøbel, der let kunne besejres og knækkes, at amerikanerne havde styrken og viljen til at kæmpe videre.
Den amerikanske sejr ved Saratoga betød, at franskmændene trådte ind i en åben militær alliance med amerikanerne gennem Alliancetraktaten (1778). Frankrig fik hurtigt selskab af Spanien og Holland, som begge var store flådemagter med interesse i at underminere briterne. Storbritannien stod nu derfor pludselig over for en stor europæisk krig, og med indtoget af den franske flåde på amerikanernes side blev briternes tidligere dominans på havet neutraliseret. Storbritannien var uden allierede og stod over for udsigten til en invasion over Den Engelske Kanal.

#### Briterne vender fokus sydpå, 1778–1783
Med briterne i kontrol over de fleste nordlige kystbyer og patrioterne kontrol over baglandet, vendte briterne sit fokus mod sydstaterne. De ønskede at igangsætte en kampagne, der havde til hensigt at erobre sydstaterne, hvor der efter sigende også var mindre revolutionsstemning. Briterne havde dog begrænsede regulære tropper til rådighed, hvorfor britiske befalingsmænd indså, at succes afhang af en storstilet mobilisering af loyalister.
I slutningen af december 1778 havde briterne erobret Savannah. I 1780 lancerede de en ny invasion og indtog også Charleston. En betydelig sejr i Slaget ved Camden i august 1780 betød, at briterne snart kontrollerede det meste af Georgia og South Carolina. Briterne etablerede snart et netværk af forter inde i landet, i håb om, at loyalisterne ville tilslutte sig deres sag. Der dukkede dog ikke nok loyalister op, og briterne måtte derfor rykke ud. De kæmpede sig nordpå ind i North Carolina og Virginia med en stærkt svækket hær. De efterlod dem bag sig store territorier, der var opløst i en kaotisk guerillakrig mellem loyalister og patrioter.
I 1781 belejrede og indtog en fælles amerikansk-fransk hær, støttet af en fransk flådeenhed, Yorktown, Virginia. Samtidig blev en stor britisk hærenhed under ledelse af Lord Cornwallis tilfangetaget. Således havde den britiske hær marcheret til Yorktown, hvor de havde forventet at blive reddet af en britisk flåde. Da denne flåde blev besejret af en fransk flåde, blev den britiske hær imidlertid fanget og var omringet af en meget stærkere styrke af amerikanere og franskmænd under ledelse af general Washington. Den 19. oktober 1781 overgav Cornwallis sig.
Nyheden om nederlaget afsluttede kampene i Amerika, selvom søkrigen fortsatte. Opbakningen til konflikten havde aldrig været stærk i Storbritannien, hvor mange havde sympatiseret med oprørerne, men nederlaget ved Yorktown havde set opbakningen nå et nyt lavpunkt. Kong George III ville personligt kæmpe videre, men han mistede kontrollen over parlamentet og måtte gå med til fredsforhandlinger.

### De første stater ophæver slaveriet
Mens kampene nærmede sig sin afslutning, igangsatte de nordlige kolonier, på trods af sydens misbilligelse, planer om råde bod på en Storbritanniens grusomste handlinger mod den menneskelige natur. I 1780 afskaffede Pennsylvania og Massachusetts således slaveriet.
Pennsylvania vedtog "An Act for the Gradual Abolition of Slavery", hvilket gjorde det til den første gang i menneskehedens historie, at slaveriet blev afskaffet af et demokrati. Selvom Massachusetts ved lov havde afskaffet det, begyndte den ikke håndhævelse af denne lov før end i 1783 (efter en afgørelse i Massachusetts' højesteret kendt som Commonwealth v. Jennison).

### Fredsaftale og revolutions betydning
I de efterfølgende traktatforhandlinger blev den amerikanske delegation ledet af Benjamin Franklin, men inkluderede også John Adams og John Jay. Lange forhandlinger resulterede i Paris-traktaten (1783), som gav meget gunstige grænser til USA. Disse omfattede næsten alt land øst for Mississippi-floden og syd for Canada, undtagen British West Florida, som blev tildelt Spanien. De vestlige territorier, som omfattende en region næsten lige så stor som Vesteuropa, indeholdte et par tusinde amerikanske pionerer og titusinder af indianere, hvoraf de fleste havde været allieret med briterne, men nu blev overladt til sig selv af London.
Patriotens afhængighed af det katolske Frankrig for militær, finansiel og diplomatisk hjælp førte til et kraftigt fald i anti-katolsk retorik. Anti-katolicismen forblev stærk blandt loyalister, hvoraf nogle tog til Canada efter krigen, mens 80% forblev i den nye nation. I 1780'erne fik katolikker ved lov sikret tolerance i alle de New England-stater, der tidligere havde været så fjendtlige. "Midt i krig og krise opgav New Englanders ikke kun deres troskab til Storbritannien, men en af deres mest dyrebare fordomme."

Historikere har portrætteret revolutionen som hovedkilden til der, der har formet patriotismen i USA lige siden, herunder betydningen af nationens fødsel. Nøglebegivenheder og personer er således blev portrætteret som ikoner for grundlæggende idealer og dyder. Således frembragte revolutionen en Moses-lignende leder (George Washington), profeter (Thomas Jefferson, Tom Paine), disciple (Alexander Hamilton, James Madison) og martyrer (Bostonmassakren, Nathan Hale) såvel som djævle (Benedict Arnold). Der er hellige steder (Valley Forge, Bunker Hill), ritualer (Boston Teselskab), emblemer (det nye flag), hellige dage (Uafhængighedsdag) og hellige skrifter, hvis hver sætning er nøje studeret (Uafhængighedserklæringen, forfatningen og Bill of Rights).

## Konføderationsperioden, 1783–1789
I løbet af 1780'erne var nationen en løs sammenslutning af 13 stater og var således forbundet med forskellige udenrigspolitiske og indenrigspolitiske problemer. Staterne engagerede sig i små handelskrige mod hinanden, og de havde svært ved at undertrykke opstande, såsom Shays' Rebellion i Massachusetts. Skatkammeret var tomt, og der var ingen mulighed for at tilbagebetale krigsgælden. Der var ingen national (føderal) udøvende myndighed. Verden var i fred, og økonomien blomstrede. Nogle historikere skildrer en dyster periode for den nye nation. Historikeren Merrill Jensen og andre påpeger dog, at udtrykket "Kritisk periode" er overdrevet, og at det også var en tid med økonomisk vækst og politisk modning.
På trods af de udfordringer, som krigen havde medført var der stadig store bedrifter, der blev opnået af de nyoprettede stater. I 1784 afskaffede Connecticut og Rhode Island således slaveriet, hvilket gjorde dem til den 3. og 4. stat i unionen, der havde bevæget sig endnu et skridt væk fra britisk lov.
I 1787 blev Nordvestbekendtgørelsen (engelsk: Northwest Ordinance) underskrevet og vedtaget som lov. Efterfølgende, den 7. august 1789, underskrev præsident George Washington loven Nordvestbekendtgørelsen af 1789, efter at den nyoprettede amerikanske kongres bekræftede denne med små ændringer i henhold til forfatningen. Denne bekendtgørelse definerede Nordvestterritoriet (engelsk: Northwest Territory), forbød slaveri i dette territorier, etablerede en regering for territoriet, skitserede processen for optagelse af en ny stat i Unionen og garanterede, at de nyoprettede stater ville være sidestillet med de oprindelige 13 stater. De stater, der blev skabt ud af Nordvestterritoriet var Ohio, Indiana, Illinois, Michigan, Wisconsin og Iowa.
forbød at slaveri og etablerede en regering for det nordvestlige territorium, skitserede processen for at optage en ny stat i Unionen og garanterede, at nyoprettede stater ville være lig de oprindelige 13 stater. Disse stater, der blev skabt ud af territorier, der ligger nordvest for floden Ohio, var Ohio, Indiana, Illinois, Michigan, Wisconsin og Iowa.

## Forfatningskonventet
En række forsøg på at organisere en bevægelse for at præcisere og fremtvinge reformer kulminerede i, at Kongressen indkaldte det konvent, som mødtes i Philadelphia, Pennsylvania, i løbet af sommeren 1787 og som i historisk terminologi kendes som 'Forfatningskonventet i 1787'. Det beskedne formål med mødet var at foreslå reformer til 'Articles of Confederation', men hurtigt (og hemmeligt) begyndte arbejdet med en helt ny forfatning – allerede kort efter første møde. Den forfatning som konventet foreslog, indebar en føderal regering, begrænset i omfang, men uafhængig og overlegen i forhold til staterne, indenfor dens kompetenceområder samt i stand til at indkræve skatter og udstyret med både udøvende og dømmende magt og to lovgivende forsamlinger. Den nationale lovgivende magt – USA's Kongres – illustrerede det centrale kompromis under konventarbejdet imellem de små stater, som ville bevare den magt de havde med 'en stat – en stemme'konceptet, som de havde under 'Articles of Confederation' og de større stater, som ønskede at deres større befolkning og rigdom skulle resultere i en mere proportional magtandel. Overhuset, Senatet, indebar en ligelig repræsentation af staterne, mens underhuset, Repræsentanternes Hus skulle vælges fra nogenlunde lige store distrikter.
Forfatningen skulle godkendes af statskonventer, specielt indkaldt til formålet, og Kongressen anbefalede derfor forfatningen til staterne og bad dem derfor indkalde disse konventer.
Mange af de små stater, med lille Delaware i spidsen, tog helhjertet imod forfatningen. Men i Virginia og i særdeleshed i New York var emnet mere kontroversielt. Virginia havde været den første succesfulde britiske koloni i Nordamerika med en stor befolkning og med politiske ledere, der havde spillet hovedroller i revolutionen. New York var en stor, befolkningsrig stat med den bedst placerede havn på hele Atlanterhavskysten, og staten var dermed central for USA's fremtid. Lokale New York-politikere var tæt kontrollerede af en lokal elite, og det stod ikke klart, hvorvidt lokale politiske ledere ville dele deres magt med de nationale politikere, der ville komme til at kontrollere den føderale regering.
Ratificerings-konventet i New York kom derfor i fokus for diskussionen om, hvorvidt forfatningen var en god ting.

## Kampen om ratificeringen
Forfatningens fortalere tog navnet føderalister og fik hurtigt støtte over hele landet. Blandt de mest kendte føderalister var Alexander Hamilton, James Madison og John Jay. De var hovedforfattere til The Federalists Papers – en serie på 85 essays offentliggjort i New York-aviser. Essays, der på mange måder blev en forsmag på det USA, der var på vej. Men disse blev vel at mærke skrevet efter forfatningskonventet og var en del af ratificeringsdebatten i staten New York.
Modstanderne af planen om en stærk regering tog navnet anti-føderalister. De frygtede, at en regering med skatteudskrivningsret hurtigt ville blive lige så despotisk og korrupt som Storbritannien havde været blot årtier tidligere. De mest kendte antiføderalister var Patrick Henry og George Mason. De var også bekymrede over fraværet af en liste over frihedsrettigheder (Bill of Rights) i forfatningen.
Ganske interessant er det, at Thomas Jefferson, som var ambassadør i Frankrig på daværende tidspunkt, hverken var føderalist eller antiføderalist, men besluttede sig for at forblive neutral og acceptere et hvilket som helst resultat. I breve fra Frankrig gav han imidlertid overfor sin ven og senere allierede, James Madison, udtryk for reservationer overfor det endelige dokument. Føderalisterne fik stor nytte af godkendelsen fra George Washington, der havde været formand for forfatningskonventet.
Løfter fra Madison om en liste af borgerrettigheder sikrede ratificering i Virginia, mens Clinton-familien, som kontrollerede New York-politik, slap tøjlerne tilstrækkeligt til, at Alexander Hamilton kunne sikre ratificering i New York-konventet. Ifølge forfatningen kunne den føderale regering komme i aktion og regere de stater, der havde ratificeret, når tallet nåede op på ni stater. Teknisk set trådte USA's forfatning derfor i kraft, da New Hampshire ratificerede den 21. juni 1788. Med Virginias ratifikation den 25. juni og New Yorks den 26. juli, havde elleve stater ratificeret – alle de største stater inklusive.
North Carolinas ratificeringskonvent endte uden godkendelse. Konventet var domineret af antiføderalister, og med en Jefferson-støtte i spidsen blev konventet overbevist om at udsætte ratificeringen og afvente konkrete tiltag fra den første Kongres om at vedtage tilføjelsen af en række borgerrettigheder, der ville sikre en række fundamentalle rettigheder.
Rhode Island havde ikke taget noget skridt til at indkalde et ratificeringskonvent, før den føderale regering var trådt sammen i løbet af marts og april måned 1789.
Forfatningskonventet sørgede for, at det første nationale valg fandt sted, i hvilket George Washington blev valgt som den første præsident og John Adams, som vicepræsident. New York blev udpeget som den første, foreløbige hovedstad, og her blev Washington taget i ed i april 1789 i Federal Hall på det sydlige Manhattan.

## Yderligere læsning
- Alden, John R. (1966). A history of the American Revolution.
- Atkinson, Rick (2019). The British Are Coming: The War for America, Lexington to Princeton, 1775-1777. ISBN 9781627790444.
- Chernow, Ron (2004). Alexander Hamilton. ISBN 9781594200090.
- Chernow, Ron (2010). Washington: A Life. ISBN 9781101444184.
- Cogliano, Francis D. (2003). Revolutionary America, 1763–1815; A Political History. ISBN 9781134678686.
- Ellis, Joseph J. (2000). Founding Brothers: The Revolutionary Generation. ISBN 9780375405440.
- Ellis, Joseph J. (2013). Revolutionary Summer: The Birth of American Independence. ISBN 9780307701220.
- Ferling, John (2003). A Leap in the Dark: The Struggle to Create the American Republic. ISBN 9780199728701.
- Fremont-Barnes, Gregory; Ryerson, Richard A., red. (2006). The Encyclopedia of the American Revolutionary War: A Political, Social, and Military History. ISBN 978-1-85109-408-0.
- Graebner, Norman A.; Burns, Richard Dean; Siracusa, Joseph M., red. (2011). Foreign Affairs and the Founding Fathers: From Confederation to Constitution, 1776–1787. ISBN 9780313398261.
- Gray, Edward G.; Kamensky, Jane, red. (2013). The Oxford Handbook of the American Revolution. ISBN 9780199746705.
- Greene, Jack P.; Pole, J. R., red. (2003). A Companion to the American Revolution (2nd udgave). ISBN 9781405116749.
- Hattem, Michael D. (2013). "The Historiography of the American Revolution". Journal of the American Revolution.
- Higginbotham, Don (1983). The War of American Independence: Military Attitudes, Policies, and Practice, 1763–1789. Massachusetts. ISBN 9780930350444.
- Higginbotham, Don (1985). George Washington and the American Military Tradition. ISBN 9780820309392.
- Jensen, Merrill (1940). The Articles of Confederation: An Interpretation of the Social-Constitutional History of the American Revolution, 1774–1781. ISBN 9780299002039.
- Jensen, Merrill (1943). "The Idea of a National Government During the American Revolution". Political Science Quarterly. 58 (3): 356-379. doi:10.2307/2144490. JSTOR 2144490.
- Jensen, Merrill (1950). The New Nation: A History of the United States During the Confederation, 1781–1789. ISBN 9780930350154.
- Kerber, Linda K. (1979). Women of the Republic: Intellect and Ideology in Revolutionary America. ISBN 9780807899847.
- Maier, Pauline (2010). Ratification: The People Debate the Constitution, 1787–1788. ISBN 9781451606362.
- Middlekauff, Robert (2005). The Glorious Cause: The American Revolution, 1763–1789 (2nd udgave). ISBN 0195162471. Arkiveret fra originalen 5. december 2010. Hentet 16. juli 2022.
- Miller, John Chester (1948). Triumph of Freedom, 1775–1783. ISBN 9781404748330. Arkiveret fra originalen 28. maj 2012. Hentet 16. juli 2022.
- Morris, Richard B. (1987). The Forging of the Union, 1781–1789. The New American Nation. ISBN 9780060157333.
- Neimeyer, Charles Patrick (1995). America Goes to War: A Social History of the Continental Army. JSTOR j.ctt9qg7q2.
- Nevins, Allan (1927). The American States during and after the Revolution, 1775–1789. ISBN 9780598500663. Arkiveret fra originalen 21. februar 2008. Hentet 16. juli 2022.
- Norton, Mary Beth (2020). 1774: The Long Year of Revolution. ISBN 9780385353366.
- Nugent, Walter (2008). Habits of Empire: A History of American Expansion. s. 13–15. ISBN 9781400042920.
- Shachtman, Tom (2020). The Founding Fortunes: How the Wealthy Paid for and Profited from America's Revolution. ISBN 9781250170743.
- Taylor, Alan (2016). American Revolutions: A Continental History, 1750–1804. ISBN 9780393253870.
- Wood, Gordon S. (2002). The American Revolution: A History. ISBN 9780812970418.

### Primærkilder
- Commager, Henry Steele; Morris, Richard B., red. (1958). The Spirit of 'Seventy-Six': The Story of the American Revolution as told by Participants. Indianapolis. ISBN 9781417706587.
- Humphrey, Carol Sue, red. (2003). The Revolutionary Era: Primary Documents on Events from 1776 to 1800. ISBN 9780313320835.
- Morison, Samuel Eliot, red. (1923). Sources and Documents Illustrating the American Revolution, 1764–1788, and the Formation of the Federal Constitution. ISBN 9780195002621.